# Aleksándrovski (Séverskaya)
Aleksándrovski (del ruso: Александровский) es un jútor del raión de Séverskaya del krai de Krasnodar, en Rusia. Está situado en la orilla derecha del río Aushedz al sur del curso del Kubán, 23 km al norte de Séverskaya y 35 km al oeste de Krasnodar. No tenía población constante en 2010.
Pertenece al municipio Mijáilovskoye.